# Inter (empresa)
Inter (anteriormente Intercable), oficialmente conocida como Corporación Telemic C.A., es una empresa venezolana de telecomunicaciones fundada en 1996 en Barquisimeto. Con más de 29 años de trayectoria, Inter ofrece servicios de internet, televisión y telefonía, principalmente a través de su extensa red de fibra óptica en todo el país, y también provee televisión satelital. El principal accionista de la compañía es el fondo de inversión HM Capital Partners.

## Historia
Inter inició sus operaciones en Barquisimeto en 1996. Su crecimiento se atribuye a un sólido despliegue de fibra óptica, con una red de 6.000 kilómetros que abarca más de 80 poblaciones en toda Venezuela. Esta infraestructura ha permitido a la compañía brindar servicios de alta calidad y velocidad a sus clientes.

## Productos y Servicios
Inter ofrece una variedad de servicios para clientes residenciales y empresariales, incluyendo acceso a internet, televisión convencional por fibra óptica, televisión por streaming y televisión satelital.

###### Servicios Residenciales
- Internet por Fibra Óptica:
  - 100 Megabits por segundo (Mbps)
  - 250 Megabits por segundo (Mbps)
  - 350 Megabits por segundo (Mbps)
  - 500 Megabits por segundo (Mbps)
  - 1 Gigabits por segundo (Gbps)

- Televisión por Fibra Óptica:
  - Plan Óptimo: 92 canales, 25 en HD y 17      canales premium.
  - Plan Óptimo Full HD: 107 canales, 40 en HD y 17      canales premium.
  - Plan Óptimo Max HD: 137 canales, 59 en HD y 17      canales premium.

- Televisión por Streaming     (Inter Go):
  - Plan Óptimo: 88 canales, con 67 en HD, 25 de la plataforma y 17 canales premium.
  - Plan Óptimo Full HD: 98 canales, con 77 en HD, 25 de la plataforma y 17 canales premium.
  - Plan Óptimo Max HD: 111 canales, con 86 en HD, 25 de la plataforma y 17 canales premium.

- Televisión Satelital:
  - Óptimo HD: 82 canales, 19 en HD y 11      canales premium.
  - Óptimo Full HD: 105 canales, 34 en HD y 11      canales premium.

- Paquetes de Canales Premium
  - HBO
  - Dsports
  - 1 Baseball Network
  - Golden Premier
  - Hot Pack

###### Productos del Segmento Empresarial
Inter ofrece un amplio catálogo de soluciones para pequeñas, medianas y grandes empresas de diversos sectores, enfocándose en:
- Conectividad por Fibra Óptica a través de enlaces dedicados.
- Servicios de Internet, con planes de:
  - 300 Megabits por segundo (Mbps)
  - 400 Megabits por segundo (Mbps)
  - 1 Gigabits por segundo (Gbps)
  - Nodos de acceso para una solución más amplia

## Operatividad
Gracias a la dedicación incansable del equipo técnico, y a una gestión proactiva, Inter se mantiene plenamente operativa, asegurando la continuidad de sus servicios de telecomunicaciones. 
Con un enfoque en la constante innovación y la mejora continua, ha logrado superar desafíos y garantizar que sus usuarios disfruten de una conexión estable y confiable en todo momento.